# Alvin Drew
Benjamin Alvin Drew (Washington D.C., 5 november 1962) is een Amerikaans voormalig ruimtevaarder. Drew zijn eerste ruimtevlucht was STS-118 met de spaceshuttle Endeavour en vond plaats op 8 augustus 2007. Tijdens de missie werd de S5 Truss-module gekoppeld aan het Internationaal ruimtestation ISS.
Drew maakte deel uit van NASA Astronautengroep 18. Deze groep van 17 ruimtevaarders begon hun training in 2000 en had als bijnaam The Bugs. 
In totaal heeft Drew twee ruimtevluchten op zijn naam staan. Tijdens zijn missies maakte hij in totaal twee ruimtewandelingen. In 2013 verliet hij NASA en ging hij als astronaut met pensioen.